# Oligoclada hypophane
Oligoclada hypophane – gatunek ważki z rodziny ważkowatych (Libellulidae). Występuje na terenie Ameryki Południowej.